# Bongani Ndulula
Bongani Ndulula (Aliwal North, 29 novembre 1989) è un ex calciatore sudafricano, di ruolo centrocampista.

## Carriera

### Club
Ha sempre giocato nel campionato sudafricano.

### Nazionale
Ha esordito in Nazionale nel 2014.